# Stefan Thelen
Stefan Thelen (* 9. März 1992 in Mönchengladbach) ist ein deutsch-jordanischer Fußballspieler und Trainer.

## Als Spieler

### Verein
In der Jugend spielte Thelen für TuS Keyenberg, SV Holzweiler, TuS Germania Kückhoven und den 1. FC Köln. Im Sommer 2011 wechselte er fest aus der U-19 zur 2. Mannschaft des 1. FC Köln, die in die Regionalliga West spielte. Thelen kam bereits in der zuvor vergangenen Spielzeit 2010/11 auf insgesamt fünf Einsätze für die 2. Mannschaft. Im Sommer 2013, nach 59 Spielen und sechs Toren verließ er Köln. Von Juli 2013 bis Januar 2014 war Thelen vereinslos. Am 31. Januar 2014 wechselte er in die Regionalliga Nord zum Goslarer SC. Bis zum Ende der Spielzeit 2013/14 kam er lediglich auf sieben Einsätze. Nach nur einem halben Jahr wechselte er erneut, diesmal in die Regionalliga Südwest zu Eintracht Trier. In der Spielzeit 2014/15 absolvierte er insgesamt 28 Ligaspiele für Eintracht Trier. Thelen absolvierte in dieser Saison zum ersten Mal eine Partie im DFB-Pokal. In der 1. Runde traf er mit Trier auf den SC Freiburg. Das Spiel endete mit einer 0:2-Niederlage für Trier, bei welcher Thelen über 90 Minuten auf dem Platz stand. Im Sommer 2016 kehrte er in die Regionalliga West zurück, wo er diesmal beim Aufsteiger FC Wegberg-Beeck einen Vertrag unterschrieb. Nach 18 Einsätzen in der Liga und einer Partie im Mittelrheinpokal, wechselte Thelen in der Winterpause zum Ligakonkurrenten Rot-Weiss Essen. Thelen blieb in Essen allerdings ohne Einsatz. Durch einen im März 2016 erlittenen Innenbandriss, fiel er über zwei Monate aus und verpasste damit einen Großteil der Rückrunde. Am 31. August 2016 wechselte Thelen in die New Zealand Football Championship, die höchste Spielklasse in Neuseeland. Bei Waitakere United unterschrieb er einen Vertrag bis zum 30. Juni 2017. Sein Debüt gab er am 16. Oktober 2016 in der Partie gegen Auckland City FC. Bei diesem 1:0-Erfolg gab er die Vorlage zum Siegtreffer. Anfang August 2017 unterschrieb Thelen einen Einjahresvertrag beim VfB Lübeck in der Regionalliga Nord. Nach Ablauf Spielzeit schloss er sich im August 2018 dann dem FC Wegberg-Beeck an, welche zu diesem Zeitpunkt in der fünftklassigen Mittelrheinliga spielten. In der darauffolgenden Spielzeit 2019/20 gelang ihm mit Wegberg-Beeck der Aufstieg in die Regionalliga West, Thelen blieb jedoch in der Mittelrheinliga und wechselte im Juli 2020 zu Borussia Freialdenhoven. Hier absolvierte er in den folgenden zwei Spielzeiten insgesamt 21 Partien. Seit dem Sommer 2022 ist Thelen nun Spielertrainer des Kreisligisten SV Immerrath, einem Verein aus dem Stadtbezirk von Erkelenz.

### Nationalmannschaft
Im August 2016 nahm Thelen in der Schweiz am Trainingslager der jordanischen Fußballnationalmannschaft teil. Sein Großvater stammt gebürtig aus Jordanien, somit hätte Thelen die Möglichkeit gehabt, für Jordanien zu spielen.

## Als Trainer
Seit dem Sommer 2022 ist Thelen Spielertrainer des Kreisligisten SV Immerrath.